# Косоєво (Малопургинський район)
Косо́єво (рос. Косоево, удм. Косой) — присілок в Малопургинському районі Удмуртії, Росія.
Урбаноніми:
- вулиці — Зарічна, Лучна, Набережна, Садова, Центральна

## Населення
Населення — 107 осіб (2010; 121 в 2002).
Національний склад станом на 2002 рік:
- удмурти — 82 %